# 静岡県道51号三島停車場線
静岡県道51号三島停車場線（しずおかけんどう51ごう みしまていしゃじょうせん）は、静岡県三島市にある県道（主要地方道）である。

## 概要
三島夏祭りなどで、三島大通り商店街（静岡県道22号三島富士線）が歩行者天国になると、三島市本町付近で混雑する。
県道51号三島駅前 - 三島本町間、接続する静岡県道22号三島富士線三島大通り商店街およびその周辺で行われる催し三島宿地口行灯がある。

### 路線データ
- 陸上距離 : 1.7 km
- 起点 : 三島市一番町（JR東海東海道本線・東海道新幹線・伊豆箱根鉄道駿豆線 三島駅前）
- 終点 : 三島市玉川（三島玉川交差点、国道1号交点、静岡県道140号三島静浦港線起点）

## 歴史
- 1993年（平成5年）5月11日 - 建設省から、県道三島停車場線が三島停車場線として主要地方道に指定される[1]。

## 地理

### 通過する自治体
- 三島市

### 交差する道路
| 交差する道路                      | 交差する場所 | 交差する場所          |
| --------------------------------- | ------------ | --------------------- |
| 静岡県道22号三島富士線            | 本町         |                       |
| 国道1号 静岡県道140号三島静浦港線 | 玉川         | 三島玉川交差点 / 終点 |

### 交差する鉄道
- 伊豆箱根鉄道駿豆線

### 沿線
- JR東海東海道本線・東海道新幹線・伊豆箱根鉄道駿豆線 三島駅
- ゆうゆうホール
- 楽寿園
- 白滝公園
- 佐野美術館